# Mikhail Malyshev
Mikhail Anatolyevich Malyshev (tiếng Nga: Михаил Анатольевич Малышев; sinh ngày 15 tháng 3 năm 1992) là một thủ môn bóng đá người Nga. Anh thi đấu cho FC Pskov-747.

## Sự nghiệp câu lạc bộ
Anh có màn ra mắt tại Russian Second Division cho FC Piter Sankt Peterburg vào ngày 3 tháng 8 năm 2012 trong trận đấu với FC Karelia Petrozavodsk.